# Сичик-горобець магеланський
Си́чик-горобе́ць магеланський (Glaucidium nana) — вид совоподібних птахів родини совових (Strigidae). Мешкає в Аргентині і Чилі.

## Опис

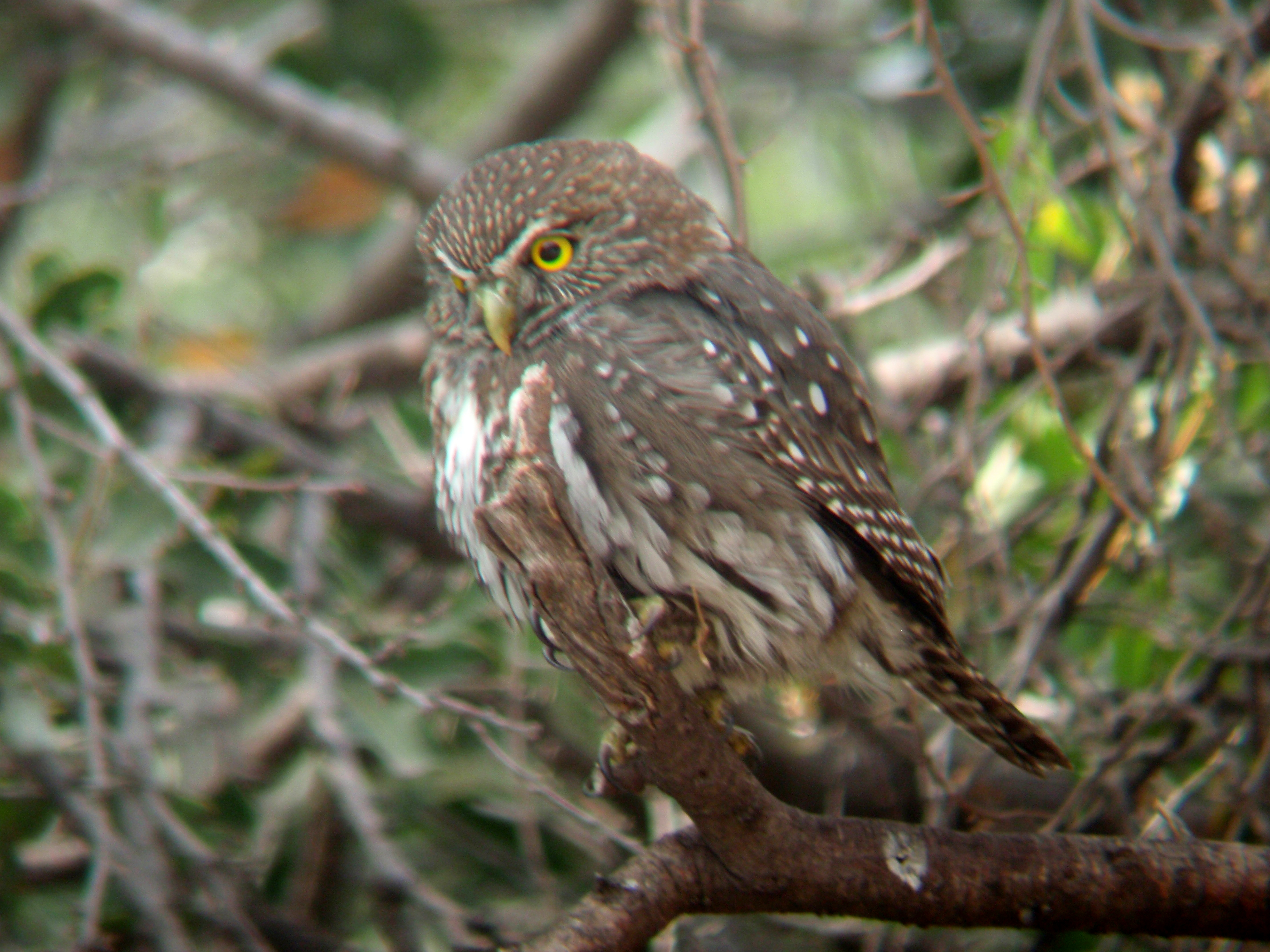
Магеланський сичик-горобець

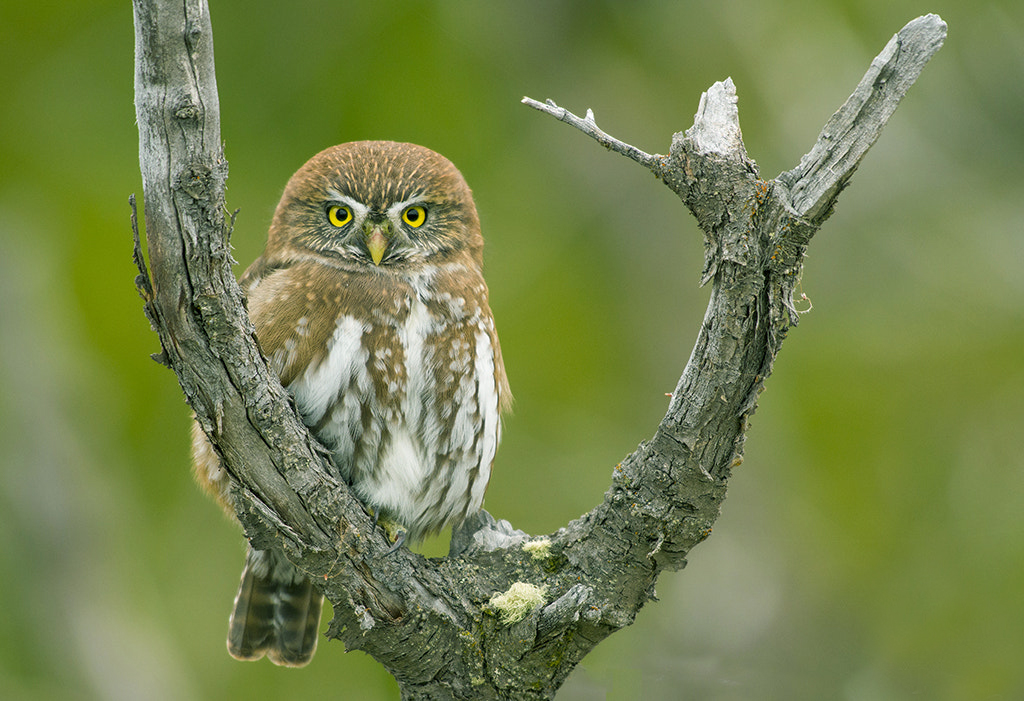
Магеланський сичик-горобець (Національний парк Торрес-дель-Пайне, Чилі)

Довжина птаха становить 17-21 см, самці важать 56-75 г, самиці 70-100 г. Забарвлення існує у двох морфах: сірувато-коричневій і рудій, хоча між ними існують перехідні форми. У представників обох морф обличчя блідо-сірувато-коричневе, поцятковане темними плямками, над очима білуваті "брови". На потилиці є дві темних плями, що нагадують очі і слугують до відлякування і обману. У представників сірувато-коричневої морфи верхня частина тіла темно-сірувато-коричнева, поцяткована білими плямами різного роміру і форми. Хвіст темно-сірувато-коричневий, поцяткований вузькими охристими смугами. горло біле, груди з боків темно-сірувато-коричневі.нижна частина тіла білувата, поцяткована темно-сірувато-коричневими смужками. Представники рудої морфи замість темно-сірувато-коричневого мають рудувато-коричневе забарвлення. Очі жовті.

## Поширення і екологія
Магеланські сичики-горобці мешкають в Чилі (на південь від Атаками) та на заході Аргентини (на південь від Неукена), зокрема на Вогняній Землі. Вони живуть в різноманітних природних середовищах, що включають в себе помірні нотофагусові ліси, гірські ліси Анд, рідколісся, чагарникові зарості і степи Патагонії, сільськогосподарські землі, парки і сади. Зустрічаються на висоті до 2000 м над рівнем моря. Ведуть переважно денний спосіб життя, однак бувають активними і вночі. Магеланські сичики-горобці живляться переважно комахами, а також ссавцями, плазунами і птахами. Вони можуть вполювати здобич, вдвічі більшу за них за розмірами, наприклад чилійського інамбу або південну зенаїду (Zenaida auriculata). Сезон розмноження триває з вересня по листопад. Гніздяться переважно в дуплах дерев, іноді в норах в земляних насипах. В кладці від 3 до 5 білих яєць. Насиджують лише самиці.

## Збереження
МСОП класифікує цей вид як такий, що не потребує особливих заходів зі збереження. Магеланський сичик горобець є найпоширенішою совою в Чилі і є досить поширеним видом хижих птахів у межах свого ареалу.